# August Zinn

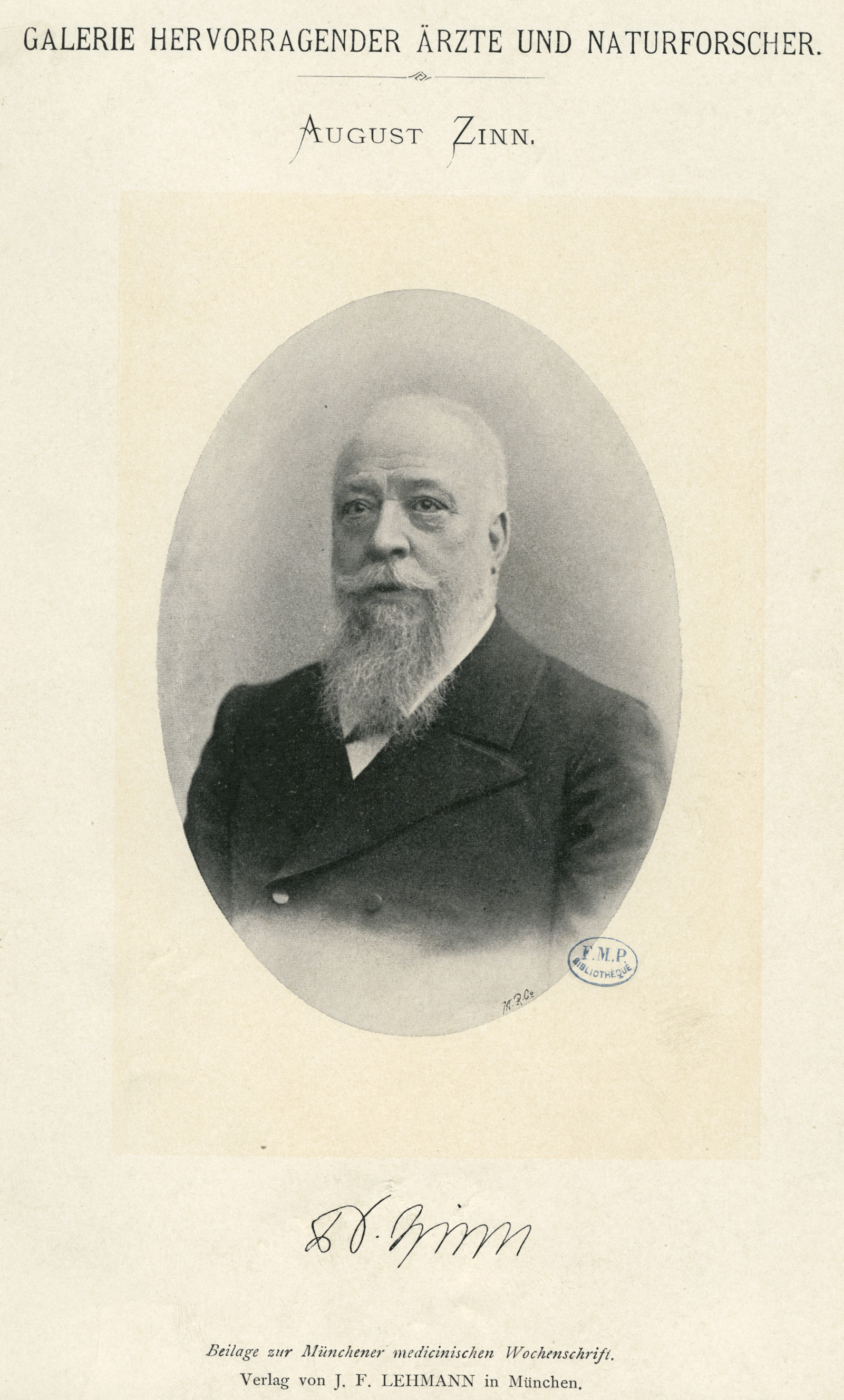
Friedrich Karl August Zinn

Friedrich Karl August Zinn (* 20. August 1825 in Ilbesheim; † 17. November 1897 in Eberswalde) war ein deutscher Mediziner und Mitglied des Deutschen Reichstags.

## Leben
August Zinn wurde als Sohn des evangelischen Pfarrers Johann Christian Zinn (1773–1838) und seiner Ehefrau Henriette Caroline geborene Pixis in Ilbesheim bei Landau in der Pfalz, die damals zu Bayern gehörte, geboren. Das Ehepaar hatte fünf Töchter und zwei Söhne. Der Vater entstammte einer „Pfarrerdynastie“, die mit Josef Zinn aus Oggersheim bis in die zweite Hälfte des 17. Jahrhunderts zurückreicht. Unterbrochen wurde die Familientradition nur durch den Mediziner und Botaniker Johann Zinn (1727–1759), der durch seine Arbeiten über die Anatomie des Auges berühmt wurde und zu dessen Ehren der Botanik-Systematiker Carl von Linné einer Gattung der Korbblütler den Namen Zinnia gab.
Zinn besuchte die Schulen in Kaiserslautern und Zweibrücken. Zunächst studierte er an der Forstlichen Hochschule Aschaffenburg, wo er 1845 Mitglied des Corps Hubertia wurde. Nach Abschluss des Studiums wurde er Forstbeamter, musste jedoch 1849 als Anhänger der politischen Bewegung von 1848/1849 in die Schweiz flüchten. Dort studierte er Medizin an der Universität Zürich. Er wurde 1853 Assistenzarzt am Zürcher Kantonsspital und der Irrenanstalt, bildete sich bei Christian Friedrich Wilhelm Roller in Illenau, Wien und Prag fort und war von 1858 bis 1864 praktischer Arzt in Thalwil bei Zürich.
Von 1864 bis 1872 war er Direktor und erster Arzt der St. Gallischen Irrenheilanstalt St. Pirminsberg. Er erhielt 1867 „in Anerkennung seiner Leistungen auf dem Gebiete der Psychiatrie und der öffentlichen Gesundheitspflege“ das Ehrenbürgerrecht der Stadt und des Kantons St. Gallen. In seiner Funktion als Direktor in St. Pirminsberg erwarb sich Zinn schon in den ersten Jahren seines Wirkens hohes Ansehen, nicht nur in der Schweiz. Die Allgemeine Zeitschrift für Psychiatrie und psychisch-gerichtliche Medicin, herausgegeben von Deutschlands Irrenärzten vermerkt 1869: „St. Pirminsberg ist durch Zinn's unermüdliche Bestrebungen in ein Anstalt ersten Ranges umgewandelt worden. (...) Der Grosse Rath von St. Gallen hat dem Director der Irrenanstalt St. Pirminsberg (im Dorf Pfäfers), Dr. Zinn (aus der Pfalz gebürtig), in Anerkennung seiner Verdienste eine persönliche Gehaltszulage von 2000 Fr. votirt. (Nat. Zeitg. Nr. 269.)“
Ab 1872 war er Mitglied des Vorstandes des Vereins der Deutschen Irrenärzte. Zinn wurde 1872 zum Direktor und Chefarzt der Landesirrenanstalt in Eberswalde berufen. Aus der Anstalt ging das Martin Gropius Krankenhaus hervor, an dem die Straße „Dr.-Zinn-Weg“ an den Mediziner erinnert.
Von 1874 bis 1881 war er Mitglied des Deutschen Reichstags für den Wahlkreis Pfalz 6 (Kaiserslautern, Kirchheimbolanden) und gehörte wechselnden Fraktionen an. Er trat im Verlaufe der zweiten Legislaturperiode aus der Fraktion der Fortschrittspartei aus, schloss sich 1877 der Gruppe Löwe-Berger an und nach deren Auflösung der Liberalen Gruppe. Im Jahr 1884 wurde er zum Mitglied der Leopoldina gewählt.

## Familie
August Zinn war mit Anna geborene Haas (1829–1910) verheiratet, mit der er vier Söhne und drei Töchter hatte. Sein erster Sohn Dr. med. Karl Zinn (1864–1940) wurde nach dem Tod seines Vaters ab dem 1. März 1898 Chefarzt und Direktor der Landesirrenanstalt Eberswalde und leitete sie erfolgreich bis zu seiner Pensionierung am 1. Oktober 1929. Der Sohn Wilhelm Zinn (1869–1943) war Arzt, Hochschullehrer und Leiter der Inneren Abteilung des Krankenhauses Moabit. Der Enkel Ernst Zinn (1910–1990) wurde als klassischer Philologe bekannt und lehrte und forschte als Professor an den Universitäten zu Saarbrücken und Tübingen. Der Enkel Wilhelm Martin Zinn (1916–2000) war Rheumatologe und Facharzt für Rehabilitation und bis zu seinem Ausscheiden aus dem aktiven Berufsleben 1987 Direktor des Medizinischen Zentrums Bad Ragaz und Leiter des Rehabilitationszentrums Valens (Rheumatologie und Neurorehabilitation) im Kanton St. Gallen in der Schweiz.